# Клуб «Зеро»
Клуб «Зеро» — символический элитный спортивный клуб, основанный в 1999 году Международным союзом биатлонистов, в который входят биатлонисты и биатлонистки, выигравшие золотую медаль зимних Олимпийских игр или чемпионатов мира в личных гонках с нулевым, то есть без единого промаха, результатом в стрельбе.

## Члены клуба
В хронологическом порядке представлены все члены этого символического Клуба с учётом последних зимних Олимпийских игр 2018 года и последнего чемпионата мира по биатлону 2019, где были разыграны медали в личных гонках.
| №     | Национальность и имя   | Год и место         | Вид соревнования и гонки |
| ----- | ---------------------- | ------------------- | ------------------------ |
| 1     | Клас Лестандер         | 1960 Скво-Вэлли     | ОИ — ИГ 20 км            |
| 2     | Владимир Меланьин      | 1964 Инсбрук        | ОИ — ИГ 20 км            |
| 3     | Магнар Сольберг        | 1968 Гренобль       | ОИ — ИГ 20 км            |
| 4     | Александр Тихонов      | 1977 Вингрум        | ЧМ — СП 10 км            |
| 5     | Франк Ульрих           | 1978 Хохфильцен     | ЧМ — СП 10 км            |
| 5     | Франк Ульрих           | 1979 Рупольдинг     | ЧМ — СП 10 км            |
| 6     | Хейкки Икола           | 1981 Лахти          | ЧМ — ИГ 20 км            |
| 7     | Юрий Кашкаров          | 1985 Рупольдинг     | ЧМ — ИГ 20 км            |
| 8     | Валерий Медведцев      | 1986 Хольменколлен  | ЧМ — СП 10 км            |
| 8     | Валерий Медведцев      | 1990 Минск          | ЧМ — ИГ 20 км            |
| 9     | Елена Головина         | 1987 Лахти          | ЧМ — СП 5 км             |
| 10    | Петра Беле             | 1988 Шамони         | ЧМ — СП 5 км             |
| 10    | Петра Беле             | 1991 Лахти          | ЧМ — ИГ 15 км            |
| 11 \| | , Франк Лук            | 1989 Файстриц       | ЧМ — СП 10 км            |
| 11 \| | , Франк Лук            | 1999 Контиолахти    | ЧМ — СП 10 км            |
| 12    | , Марк Кирхнер         | 1990 Хольменколлен  | ЧМ — СП 10 км            |
| 12    | , Марк Кирхнер         | 1991 Лахти          | ЧМ — СП 10 км            |
| 12    | , Марк Кирхнер         | 1992 Альбервиль     | ОИ — СП 10 км            |
| 13    | Евгений Редькин        | 1992 Альбервиль     | ОИ — ИГ 20 км            |
| 14    | Мириам Бедар           | 1993 Боровец        | ЧМ — СП 7,5 км           |
| 15    | Сергей Чепиков         | 1994 Лиллехаммер    | ОИ — СП 10 км            |
| 16    | Томаш Сикора           | 1995 Антерсельва    | ЧМ — ИГ 20 км            |
| 17    | Сергей Тарасов         | 1996 Рупольдинг     | ЧМ — ИГ 20 км            |
| 18    | Ольга Ромасько         | 1996 Рупольдинг     | ЧМ — СП 7,5 км           |
| 19    | Вильфрид Палльхубер    | 1997 Осрблье        | ЧМ — СП 10 км            |
| 20    | Виктор Майгуров        | 1997 Осрблье        | ЧМ — ПС 12,5 км          |
| 21    | Магдалена Форсберг     | 1997 Осрблье        | ЧМ — ПС 10 км            |
| 22    | Рикко Гросс            | 1997 Осрблье        | ЧМ — ИГ 20 км            |
| 22    | Рикко Гросс            | 1999 Контиолахти    | ЧМ — ПС 12,5 км          |
| 23    | Уле Эйнар Бьёрндален   | 1998 Нагано         | ОИ — СП 10 км            |
| 23    | Уле Эйнар Бьёрндален   | 2002 Солт-Лейк-Сити | ОИ — СП 10 км            |
| 23    | Уле Эйнар Бьёрндален   | 2003 Ханты-Мансийск | ЧМ — СП 10 км            |
| 24    | Елена Зубрилова        | 1999 Контиолахти    | ЧМ — ИГ 15 км            |
| 25    | Лив-Грете Пуаре        | 2000 Хольменколлен  | ЧМ — СП 7,5 км           |
| 26    | Коринн Ниогре          | 2000 Хольменколлен  | ЧМ — ИГ 15 км            |
| 27    | Павел Ростовцев        | 2001 Поклюка        | ЧМ — СП 10 км            |
| 28    | Кати Вильхельм         | 2002 Солт-Лейк-Сити | ОИ — СП 7,5 км           |
| 28    | Кати Вильхельм         | 2009 Пхёнчхан       | ЧМ — СП 7,5 км           |
| 29    | Катержина Голубцова    | 2003 Ханты-Мансийск | ЧМ — ИГ 15 км            |
| 30    | Альбина Ахатова        | 2003 Ханты-Мансийск | ЧМ — МС 12,5 км          |
| 31    | Рафаэль Пуаре          | 2004 Оберхоф        | ЧМ — СП 10 км            |
| 31    | Рафаэль Пуаре          | 2007 Антерсельва    | ЧМ — ИГ 20 км            |
| 32    | Уши Дизль              | 2005 Хохфильцен     | ЧМ — СП 7,5 км           |
| 33    | Свен Фишер             | 2006 Турин          | ОИ — СП 10 км            |
| 34    | Флоранс Баверель-Робер | 2006 Турин          | ОИ — СП 7,5 км           |
| 35    | Линда Груббен          | 2007 Антерсельва    | ЧМ — ИГ 15 км            |
| 36    | Екатерина Юрьева       | 2008 Эстерсунд      | ЧМ — ИГ 15 км            |
| 37    | Андреа Хенкель         | 2008 Эстерсунд      | ЧМ — СП 7,5 км           |
| 37    | Андреа Хенкель         | 2008 Эстерсунд      | ЧМ — ПС 10 км            |
| 38    | Максим Чудов           | 2008 Эстерсунд      | ЧМ — СП 10 км            |
| 39    | Венсан Же              | 2010 Ванкувер       | ОИ — СП 10 км            |
| 40    | Евгений Устюгов        | 2010 Ванкувер       | ОИ — МС 15 км            |
| 41    | Магдалена Нойнер       | 2011 Ханты-Мансийск | ЧМ — СП 7,5 км           |
| 41    | Магдалена Нойнер       | 2012 Рупольдинг     | ЧМ — СП 7,5 км           |
| 42    | Кайса Макарайнен       | 2011 Ханты-Мансийск | ЧМ — ПС 10 км            |
| 43    | Хелена Экхольм         | 2011 Ханты-Мансийск | ЧМ — ИГ 15 км            |
| 44    | Елена Пидгрушная       | 2013 Нове-Место     | ЧМ — СП 7,5 км           |
| 45    | Тура Бергер            | 2013 Нове-Место     | ЧМ — ИГ 15 км            |
| 46    | Тарьей Бё              | 2013 Нове-Место     | ЧМ — МС 15 км            |
| 47    | Анастасия Кузьмина     | 2014 Сочи           | ОИ — СП 7,5 км           |
| 48    | Эмиль Хегле Свендсен   | 2014 Сочи           | ОИ — МС 15 км            |
| 49    | Эрик Лессер            | 2015 Контиолахти    | ЧМ — ПС 12,5 км          |
| 50    | Екатерина Юрлова       | 2015 Контиолахти    | ЧМ — ИГ 15 км            |
| 51    | Валентина Семеренко    | 2015 Контиолахти    | ЧМ — МС 12,5 км          |
| 52    | Мартен Фуркад          | 2016 Хольменколлен  | ЧМ — СП 10 км            |
| 53    | Тириль Экхофф          | 2016 Хольменколлен  | ЧМ — СП 7,5 км           |
| 53    | Тириль Экхофф          | 2021 Поклюка        | ЧМ — СП 10 км            |
| 54    | Лаура Дальмайер        | 2016 Хольменколлен  | ЧМ — ПС 10 км            |
| 54    | Лаура Дальмайер        | 2017 Хохфильцен     | ЧМ — МС 12,5 км          |
| 54    | Лаура Дальмайер        | 2018 Пхёнчхан       | ОИ — СП 7,5 км           |
| 55    | Мари Дорен-Абер        | 2016 Хольменколлен  | ЧМ — МС 12,5 км          |
| 56    | Габриэла Коукалова     | 2017 Хохфильцен     | ЧМ — СП 7,5 км           |
| 57    | Бенедикт Долль         | 2017 Хохфильцен     | ЧМ — СП 10 км            |
| 58    | Лоуэлл Бэйли           | 2017 Хохфильцен     | ЧМ — ИГ 20 км            |
| 59    | Симон Шемпп            | 2017 Хохфильцен     | ЧМ — МС 15 км            |
| 60    | Арнд Пайффер           | 2018 Пхёнчхан       | ОИ — СП 10 км            |
| 60    | Арнд Пайффер           | 2019 Эстерсунд      | ЧМ — ИГ 20 км            |
| 61    | Ханна Эберг            | 2018 Пхёнчхан       | ОИ — ИГ 15 км            |
| 61    | Ханна Эберг            | 2019 Эстерсунд      | ЧМ — ИГ 15 км            |
| 62    | Александр Логинов      | 2020 Антерсельва    | ЧМ — СП 10 км            |
| 63    | Эмильен Жаклен         | 2020 Антерсельва    | ЧМ — ПС 12,5 км          |
| 63    | Эмильен Жаклен         | 2021 Поклюка        | ЧМ — ПС 12,5 км          |
| 64    | Йоханнес Тиннес Бё     | 2020 Антерсельва    | ЧМ — МС 15 км            |
| 64    | Йоханнес Тиннес Бё     | 2023 Оберхоф        | ЧМ — ПС 12,5 км          |
| 65    | Мартин Понсилуома      | 2021 Поклюка        | ЧМ — СП 10 км            |
| 66    | Маркета Давидова       | 2021 Поклюка        | ЧМ — ИГ 15 км            |
| 67    | Стурла Легрейд         | 2021 Поклюка        | ЧМ — ИГ 20 км            |
| 67    | Стурла Легрейд         | 2024 Нове-Место     | ЧМ — СП 10 км            |
| 68    | Лиза Тереза Хаузер     | 2021 Поклюка        | ЧМ — МС 12,5 км          |
| 69    | Марте Олсбю-Ройселанн  | 2022 Пекин          | ОИ — СП 7,5 км           |
| 70    | Кантен Фийон Майе      | 2022 Пекин          | ОИ — ПС 12,5 км          |
| 71    | Дениз Херрман-Вик      | 2023 Оберхоф        | ЧМ — СП 7,5 км           |
| 72    | Себастьян Самуэльссон  | 2023 Оберхоф        | ЧМ — МС 15 км            |
| 73    | Жюлья Симон            | 2024 Нове-Место     | ЧМ — СП 7,5 км           |
| 74    | Лиза Виттоцци          | 2024 Нове-Место     | ЧМ — ИГ 15 км            |
| 75    | Жюстин Брезаз-Буше     | 2024 Нове-Место     | ЧМ — МС 12,5 км          |
| 76    | Франциска Пройс        | 2025 Ленцерхайде    | ЧМ — ПС 10 км            |